# Apfelstetten
Apfelstetten ist ein Ortsteil der Stadt Münsingen im Landkreis Reutlingen in Baden-Württemberg.

## Geographie

### Geographische Lage, Schutzgebiete
Der Ort liegt auf der Schwäbischen Alb zwischen Münsingen und Buttenhausen am oberen, kesselartig erweiterten Ende eines zur Großen Lauter gehenden Trockentals. Dieses Trockental entstand durch ein südwestlich aufgebrochenes Maar, geht also auf ein Phänomen des miozänen Vulkanismus zurück. Es sind hier aber keine vulkanischen Gesteine oberflächlich anstehend, da sich in dem Maarkessel später ein Maarsee gebildet hatte, dessen Sedimente die Oberfläche bilden. Das Maar von Apfelstetten ist der südlichste der insgesamt 350 Vulkanschlote des ehemaligen Schwäbischen Vulkans.
Das Landschaftsschutzgebiet 4.15.134 Großes Lautertal umschließt den Ort im Westen zur Hälfte.

## Geschichte
Der Ort entstand als Ausbausiedlung in der älteren Ausbauzeit (9.–12. Jhr.). Das Dorf wurde 1384 erstmals erwähnt. Er stand anfangs im Eigentum der Herren von Hundersingen und gelangte im 14. Jahrhundert an Württemberg. Zu Beginn des 15. Jahrhunderts ging der Ort zusammen mit Hundersingen an die Grafen von Kirchberg, 1452 an die Speth, 1463 an die Truchsessen von Bichishausen und 1510 wiederum an Württemberg. 1580 wurden Apfelstetten und Hundersingen unter ein gemeinsames Gericht gestellt. Im Zuge der Gemeindegebietsreform in Baden-Württemberg wurde Apfelstetten am 1. Januar 1974 nach Münsingen eingemeindet.

## Sehenswürdigkeiten
- Evangelische Barbarakirche, erbaut Ende des 17. Jahrhunderts. Die Kirche wurde 1969 bis 1971 restauriert, dabei wurden vom romanischen Vorgängerbau zwei rundbogige Fenster und Wandmalereien des 14. Jahrhunderts freigelegt.

## Persönlichkeiten
- Wiltraut Rupp-von Brünneck (1912–1977), Richterin des Bundesverfassungsgerichts, verbrachte ihren Ruhestand in Apfelstetten und starb auch dort.
- Hans Georg Rupp (1907–1989), Richter des Bundesverfassungsgerichts, Mitglied der Beratenden Landesversammlung des Landes Württemberg-Hohenzollern, verbrachte seinen Ruhestand in Apfelstetten und starb auch dort.